# Фирмен-Ле Бодо, Аньес
Аньес Фирмен-Ле Бодо (фр. Agnès Firmin-Le Bodo) — французский политик, министр здравоохранения (2023—2024).

## Биография
Аньес Фирмен-Ле Бодо родилась 20 ноября 1968 года в Гавре. Закончила университет Руан-Норманди, по специальности фармацевт.
Политическая карьера Аньес Фирмен-Ле Бодо началась в 1983 году, когда она стала работать в команде депутата Национального собрания Франции и будущего мэра Гавра Антуана Рюфенака. В 2008 году она была включена в его избирательный список под четвертым номером, избрана в городской совет и стала вице-мэром Гавра. В марте 2011 года она была избрана в Генеральный совет департамента Приморская Сена от кантона Гавр-4.
После избрания Эдуара Филиппа мэром Гавра в октябре 2010 года Аньес Фирмен-Ле Бодо стала его ближайшей соратницей. В марте 2014 года она вошла под вторым номером в его избирательный список на очередных муниципальных выборах, была переизбрана в городской совет Гавра и стала его первым вице-мэром. Также была избрана первым вице-президентом агломерации Гавр, отвечала за жилищное строительство и городскую политику.
В марте 2015 года в паре с другим вице-мэром Гавра Патриком Тессером Аньес Фирмен-Ле Бодо была избрана в Совет департамента Приморская Сена от кантона Гавр-5, где стала первым вице-президентом по социальным вопросам.
На выборах в Национальное собрание в 2017 году Аньес Фирмен-Ле Бодо была выдвинута партией Республиканцы по 7-му избирательному округу департамента Приморская Сена. Президентское движение «Вперёд, Республика!» не выставило своего кандидата по этому округу, что дало ей основание утверждать, что «она также де-факто является кандидатом движения Эммануэля Макрона». Заявив, что она «всегда и полностью поддерживает Эдуара Филиппа», она уточнила: «Я не скажу заранее „да“ всем законопроектам правительства». Была избрана депутатом, получив 61,9 % голосов во втором туре выборов. Через месяц после этого, в соответствии с требованиями закона о невозможности совмещения мандатов, она ушла в отставку с поста первого вице-мэра Гавра и первого вице-президента Совета департамента Приморская Сена, оставшись членом обоих советов.
Соучредитель партии «Agir (Действовать)» в ноябре 2017, в январе 2018 она заявила, что «с болью в душе» выходит из партии Республиканцы из-за несогласия с политикой председателя партии Лорана Вокье. В декабре 2021 году вступила в партию «Горизонты», основанную бывшим премьер-министром и мэром Гавра Эдуаром Филиппом, была назначена ее спикером. После неудачного слияния «Горизонты» с «Agir (Действовать)» в 2022 году покинула последнюю.
В Национальном собрании Аньес Фирмен-Ле Бодо являлась членом комиссии по социальным вопросам. В июле 2019 года она была назначена председателем специальной комиссии по изучению законопроекта о биоэтике.
На муниципальных выборах 2020 в Гавре она вновь занимает второе место в списке, возглавляемом Эдуаром Филиппом, и сохраняет свое место в городском совете.
На выборах в Национальное собрание в 2022 году она вновь баллотировалась в седьмом округе департамента Приморская Сена от президентского большинства и сохранила депутатский мандат, набрав во втором туре 57,9 % голосов. Была избрана председателем Комиссии по делам культуры и образования Национального собрания.
4 июля 2022 года Аньес Фирмен-Ле Бодо была назначена министром-делегатом по делам территориальных организаций и специальностей здравоохранения во втором правительстве Борн. В соответствии с требованиями закона о невозможности совмещения мандатов 4 августа 2022 года она сдала мандат депутата Национального собрания.
20 декабря 2023 года получила портфель министра здравоохранения после отставки по политическим причинам Орельяна Руссо, при этом сохранила прежние обязанности в ранге ответственного министра.
11 января 2024 года было сформировано правительство Атталя, в котором Фирмен-Ле Бодо не получила никакого назначения.

## Занимаемые выборные должности
с 03.2008 — член совета города Гавр 

03.2008 — 21.07.2017 — вице-мэр, первый вице-мэр города Гавр 

31.03.2011 — 02.04.2015 — член Генерального совета департамента Приморская Сена от кантона Гавр-4 

с 29.03.2015 — член Совета департамента Приморская Сена от кантона Гавр-5 

02.04.2015 — 21.07.2017 — первый вице-президент Совета департамента Приморская Сена

21.06.2017 — 04.08.2022 — депутат Национального собрания Франции от 7-го избирательного округа департамента Приморская Сена.